# 高羽彩
高羽 彩（たかは あや、1983年〈昭和58年〉5月10日 - ）は、日本の脚本家、演出家、女優。静岡県出身。Krei所属。

## 人物・来歴
静岡県出身。早稲田大学卒業。趣味はフォークギター、つけ麺食べ歩き。特技はピアノ。
中学時代に演劇部を設立。初代部長となる。
タカハ劇団主宰であり、劇団上演作品全ての脚本・演出を手掛ける。自身の作品全てに出演し、また外部出演も精力的に行うなど、女優としても活動している。
一時、お笑いユニットちむりんにおいても、『あや』の名前で7代目お姉さん役を務めていたことがあった。
2003年早稲田大学の演劇サークル「てあとろ50'」に入団し2005年の退団まで活動する。

## 劇団
- 『たくさん笑ってほんのり切ない劇団』

タカハ劇団は2004年に早稲田大学内で高羽彩によって旗揚げされた個人演劇ユニットである。
「高羽のやりたいことをやりたいように」をモットーに主宰高羽彩の脚本・演出作品のプロデュースを傍若無人に敢行中。脚本の持つ綿密な物語性と、生々しくチープでありながらどこか叙情的な言語感覚が、旗揚げ当初から高い評価を得、異例のスピードで2008年第4回公演「プール」で学外進出を果たす。随所にコメディー要素を散りばめながら、どこか冷徹とも言える終着点へと向かっていく、リリカルでクールなヒューマンコメディーが特徴。

## 脚本作品
テレビアニメ
- 「PSYCHO-PASS  サイコパス」（2012年） - 文芸協力としてもクレジット
- 「魔法使いの嫁」（2017年）
  - 「魔法使いの嫁 SEASON2」（2023年）

OVA
- 「魔法使いの嫁 星待つひと」（2016年）

劇場アニメ
- 「劇場版ポケットモンスター みんなの物語」（2018年） - 梅原英司と共同

テレビドラマ
- 足立区発地域ドラマ「千住クレイジーボーイズ」（2017年2月15日、NHK BSプレミアム）[2]
- よるドラ「ここは今から倫理です。」（2021年1月16日 - 3月13日、NHK総合）
- 東京貧困女子。-貧困なんて他人事だと思ってた-（2023年11月17日 - 12月22日、WOWOW）

ラジオドラマ
- 青春アドベンチャー「屋上デモクラシー」（2012年3月12日 - 23日、NHK-FM）
- FMシアター「＃鍵アカの中のサチコ」（2019年6月8日、NHK-FM）

ドラマCD
- 「Quad Cross」（2011年~）

ゲーム
- 「takt op. 運命は真紅き旋律の街を」（2023年）

## 出演

### 舞台
- てあとろ50'

「きえだま～気にならないようなビー」脚本：演出　
- 2004年

演劇ユニット高羽英一郎「社長が倒れたJ」共同脚本：出演　　　
- 2005年

タカハ劇団第1回公演「ボクはテクノカットよりコネチカット」（早稲田大学）脚本：演出
- 2006年

早稲田大学演劇倶楽部企画公演「春とセイウチ」（早稲田大学どらま館）出演
タカハ劇団番外公演「キミの好きな幽霊」（早稲田大学学生会館）脚本:演出:出演
タカハ劇団第2回公演「モロトフカクテル」（早稲田大学学生会館）脚本:演出:出演
- 2007年

タカハ劇団第3回公演「もう一度スプーンを曲げよ」（早稲田どらま館）脚本:演出:出演
タカハ劇団第4回公演「プール」（王子小劇場）脚本:演出:出演
- 2008年

タカハ劇団番外公演「ボクコネ」（下北沢駅前劇場）脚本:演出
G-up Backup sreies タカハ劇団「GOD NO NAME」（下北沢駅前劇場（第19回下北沢演劇祭2009参加））脚本:演出
- 2009年

タカハ劇団第5回公演「モロトフカクテル」座、高円寺1（杉並区立杉並芸術会館）脚本:演出
- 2010年

ネルケプランニング「僕らのチカラで世界があと何回救えたか」（紀伊国屋ホール、演出：青木豪）脚本
タカハ劇団第6回公演「パラデソ」（下北沢小劇場 楽園）脚本:演出
- 2011年

セカイアジ「惚ける」脚本・演出：杉田鮎美（下北沢OFF・OFFシアター）出演
タカハ劇団第7回公演「完璧な世界」（渋谷Gallery LE DECO）脚本:演出
椿組秋公演「みちゆき」（中野 ザ・ポケット）脚本：演出
- 2012年

タカハ劇団「ブスサーカス」（渋谷Gallery LE DECO）脚本：演出：出演
タカハ劇団「ネジ工場」（下北沢 駅前劇場）脚本：演出
タカハ劇団「世界を終えるための、アイ」　(恵比寿駅前バー)　脚本：演出
- 2013年

タカハ劇団「世界を終えるための、会議」(下北沢駅前劇場) 脚本：演出
神奈川芸術劇場NIPPON文学シリーズ第3弾「耳なし芳一」(神奈川芸術劇場)（原作：小泉八雲　演出：宮本亜門）上演台本　
タカハ劇団「ブスサーカス」再演　(大阪公演 in→dependent theatre 1st， 東京公演 ギャラリーLE DECO)　脚本：演出：出演
芸劇eyes 番外編・第２弾「GOD SAVE THE QUEEN」:タカハ劇団「クイズ君、最後の２日間」(東京芸術劇場　シアターイースト) 脚本：演出
- 2014年

フローズン・ビーチ（2014年1月23日～26日) - 演出
タカハ劇団「帰還の虹」(下北沢駅前劇場) 脚本：演出
- 2018年

ラフカット2018「僕らの力で世界があと何回救えたか」（2018年6月6日～10日　演出：堤泰之) - 上演台本
- 2019年

魔法使いの嫁（2019年10月5日～14日) - 脚本・演出
- 2020年

魔法使いの嫁 老いた竜と猫の国（2020年10月17日～25日、紀伊國屋ホール / 11月7日～8日、サンケイホールブリーゼ） - 脚本・演出
- 2025年

タカハ劇団「他者の国」（2025年2月20日〜23日、本多劇場） - 脚本・演出・出演

### テレビ
- 小さな劇場の大きな冒険～行定勲、現代演劇を見る（2012年3月17日、NHK Eテレ）[4]
- 北海道放送創立60周年記念作品 スープカレー「安田顕 篇」（2012年4月3日 - 6月19日、北海道放送 / TBSテレビ）[5]

## 書籍
- 『PSYCHO-PASS サイコパス ゼロ 名前のない怪物』（マッグガーデン・Nitroplus Books 2013年4月／角川文庫 2014年9月）